# Bruno-Asch-Anlage

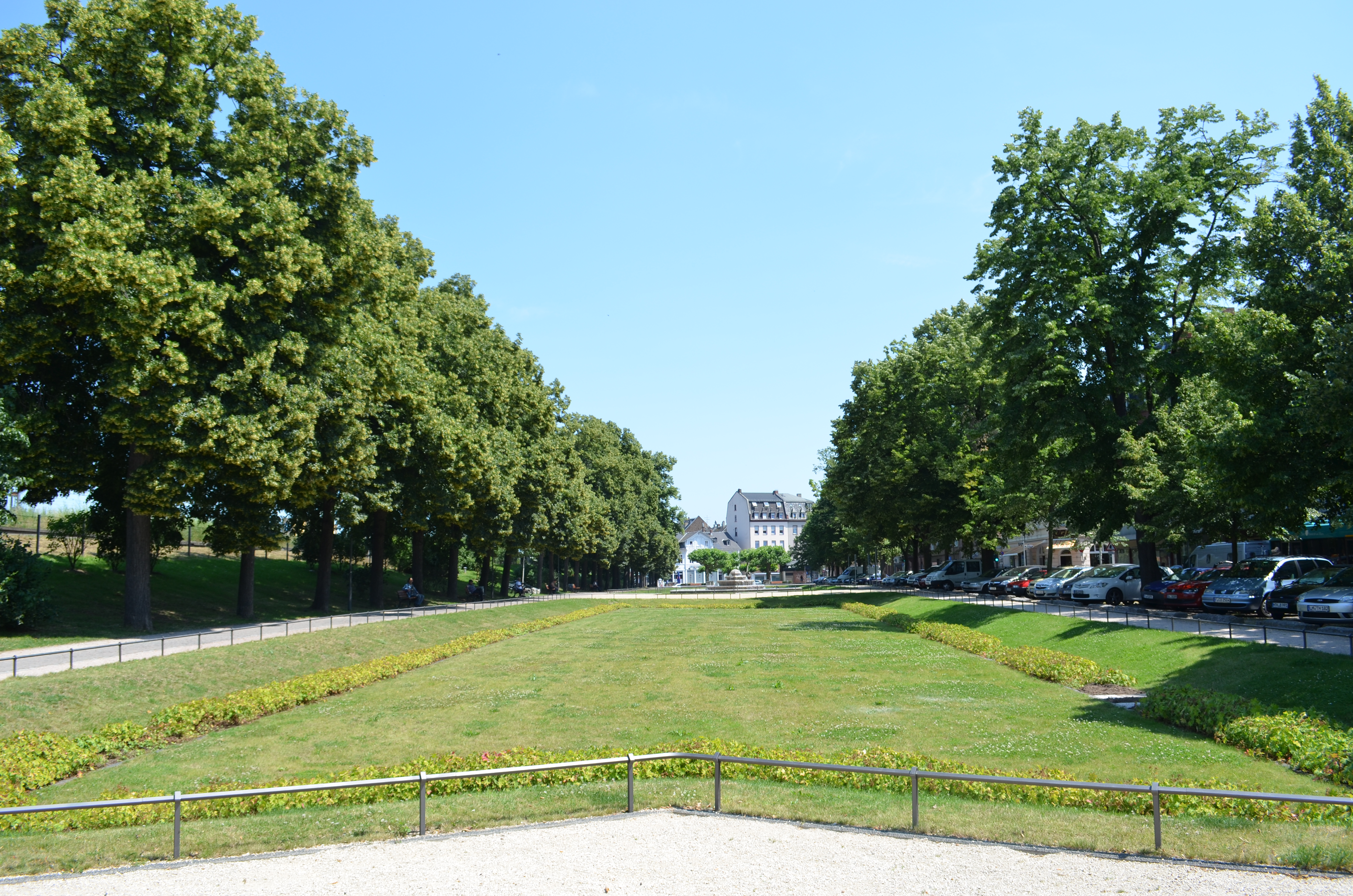
Bruno-Asch-Anlage

Die Bruno-Asch-Anlage ist eine Parkanlage in Frankfurt-Höchst. Sie ist seit 1990 nach dem SPD-Kommunalpolitiker und ehemaligen Höchster Bürgermeister Bruno Asch (1890–1940) benannt.

## Park
Die Anlage wurde 1926 im Stil des Expressionismus als Bahnhofsanlage angelegt. Sie war ein repräsentativer Blickfang für alle Reisenden am Höchster Bahnhof. Die Anlage zwischen Bahnhof und Dalbergplatz wurde im Zweiten Weltkrieg als Getreidefeld genutzt. Nach dem Krieg wurde hier eine unterirdische Bunkeranlage angelegt.
Der einzige expressionistische Park Frankfurts wurde im Jahr 2003 trotz seines desolaten Zustandes unter Denkmalschutz gestellt. Für einen Betrag von 650.000 Euro wurde die Parkanlage von 2010 bis 2013 wiederhergestellt. Die Sanierung des Brunnens kostete zusätzlich 230.000 Euro.

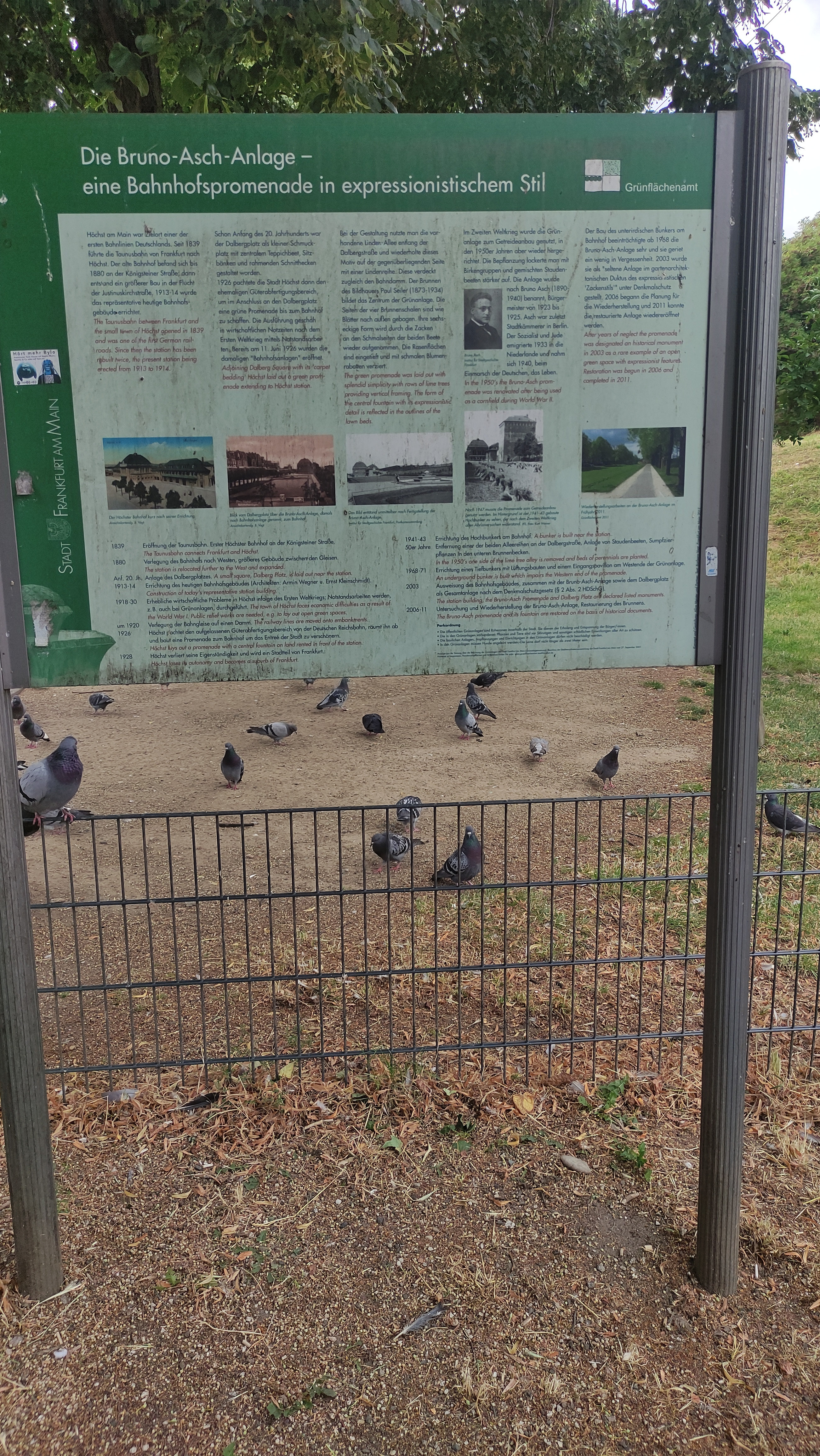
Info-Tafel der Stadt Frankfurt am Main zur Bruno-Asch-Anlage
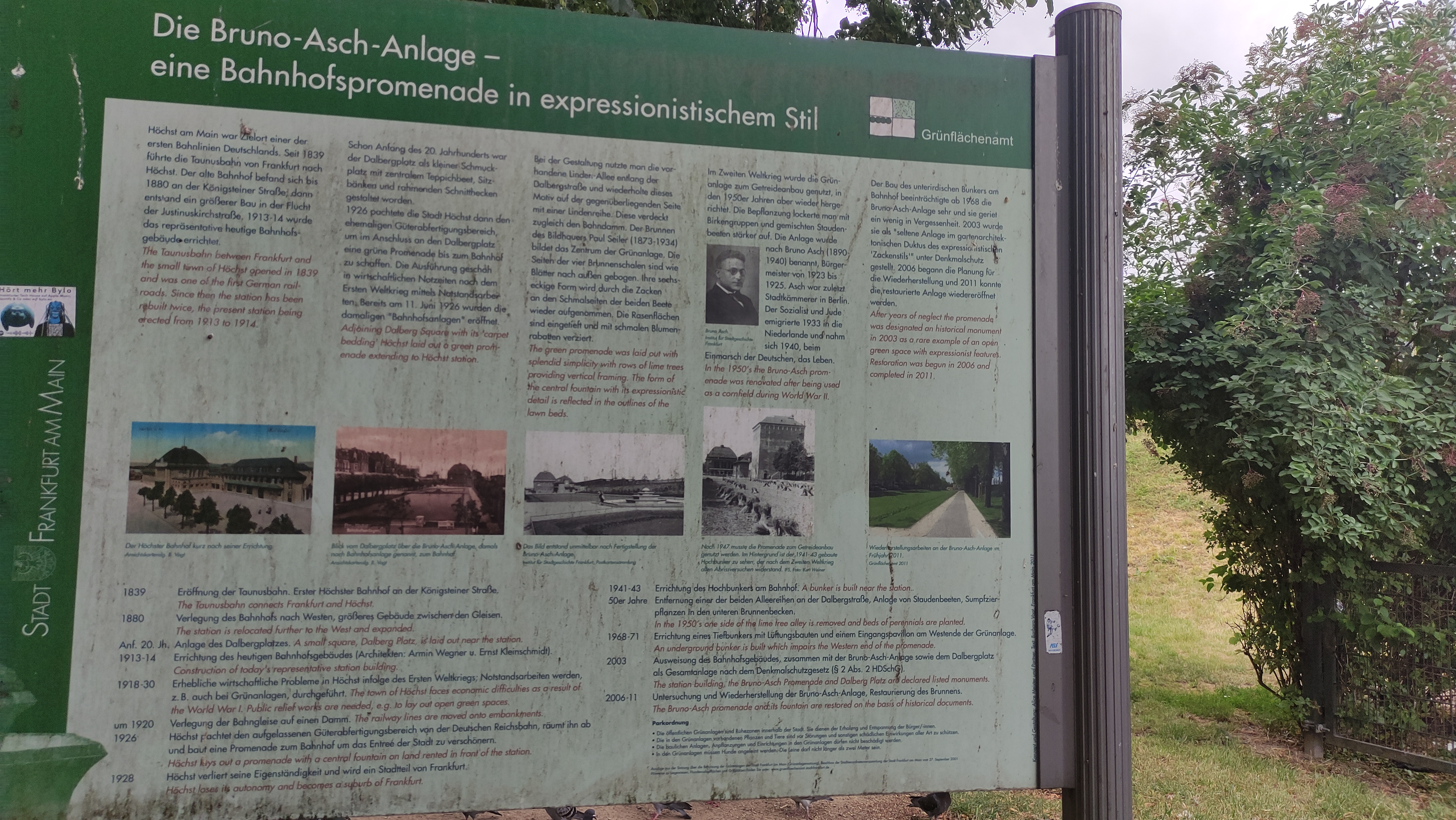

## Seiler-Brunnen

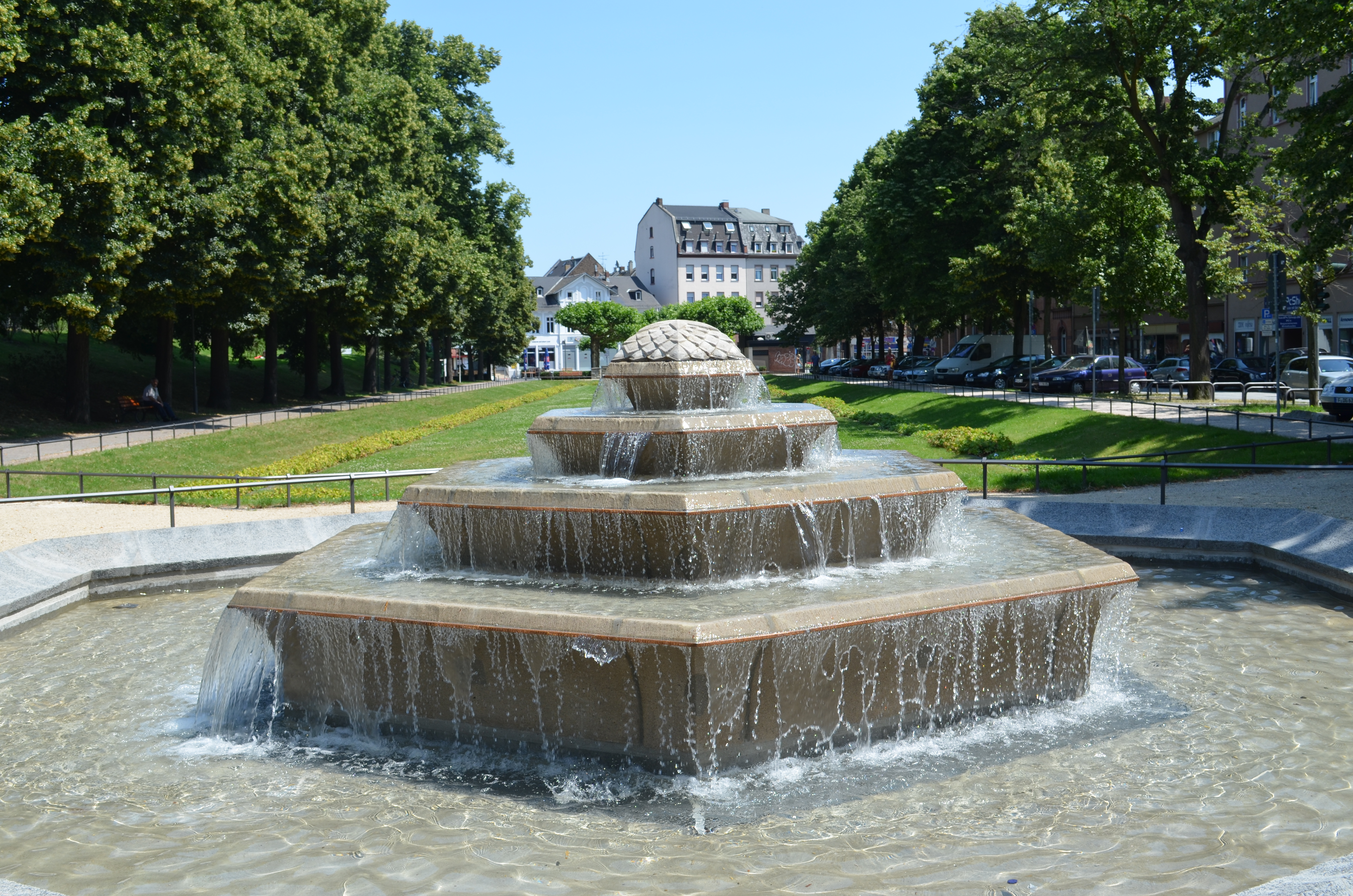
Seiler-Brunnen

Im Mittelpunkt der Anlage steht der Seiler-Brunnen. Der Frankfurter Bildhauer Paul Seiler (1873–1934) schuf einen sechseckigen Brunnen aus vier übereinander angeordneten Wasserschalen. Die Spitze des Brunnens bildet ein Abschlussstein in Form einer stilisierten Artischocke.
- Siehe auch: Liste von Brunnen in Frankfurt am Main